# 济南明湖中学
济南明湖中学为山东省济南市一所中学，位于天桥区北园大街中段。
该校始创于1957年，原校名为济南第二十一中学，后多次更名。1929年创办的山东省立济南简易乡村师范学校也被认为是其前身。

## 济南乡师历史
山东省立第一乡村师范学校即济南乡师创办于1929年8月，10月正式开学，校址在济南北郊的白鹤庄(今济南明湖中学校址)。正谊中学校长鞠思敏（1872─1944）为首任校长。学生来自农村，家庭困难，易于接受革命思想。1929年11月，山东省委秘书于清书，就派人同学生党员于一川联系，成立中共济南乡师支部，受山东省委领导。1933年7月，中共山东省委和全省党组织遭到重大破坏，和中央联系中断，济南乡师党支部挑起了恢复山东党组织、重建山东省委与中央联系的重任，在不到一年的时间里，济南乡师党支部发展了20多名党员，并联系、恢复和建立了省立济南乡师党支部、新城兵工厂党支部、省立济南高中党支部、省立济南第一师范党支部、省立济南第一中学党支部、惠商职业学校党支部、育英中学党支部、正谊中学党支部、华北中学党支部等9个党支部，还发展了一部分分散零星的党员，恢复了100余人的党员关系。1934年1月，学校改称为山东省立乡村建设专科学校附设乡村师范学校，习惯简称为“济南乡师”。在白色恐怖最严重的时期，1934年济南乡师党支部书记赵健民决定重建济南市委，赵建民任书记。1935年5月迁至济南东郊黄台桑园(今山东省工会干部管理学校南邻)。1936年4月中共北方中央局派黎玉来山东主持工作，1936年5月在济南四里山重建山东省委，与上级党组织失去联系近三年的山东党组织终于与上级党组织恢复了联系。新省委组建后，赵建民任省委组织部部长。 七七事变后，学校奉令南迁，中途停办。办学的8年间，济南乡师培养学生700多人，其中学生党员161人。建国后省(部、军)级干部30多名、地(市、厅、师、司)级干部60余名。其中有中央委员、候补中央委员、中顾委委员、中纪委委员、开国将军、开国大校等。
为教育后人，济南市委决定在济南明湖中学(原乡师校址)建立中共济南乡师党史陈列室。“中共济南乡师党史陈列室”在原乡师校址，也就是明湖中学校园的东北角落成。建筑面积300多平方米。由“济南乡师概况”、“摧不垮的战斗堡垒”、“白色恐怖下的一颗红星”、“白区里的一所红色党校”四部分组成。配有历史照片、油画、图表80余幅。1995年5月，“中共济南乡师党史陈列室”被中共济南市委宣传部命名为第一批爱国主义教育基地。2007年9月，被中共济南市委组织部命名为济南市党员教育基地。2013年，在天桥区教育局的大力支持下，投入40余万元，对济南乡师馆进行了彻底修缮并重新对校内师生和社会各界开放。2015年12月被山东省党史研究室命名为山东省党史教育基地。2016年7月被济南市党史研究室命名为济南市党史教育基地。

## 著名校友
- 丁莱夫
- 李怀章
- 王梦林
- 高启云
- 景晓村